# Sinsheim

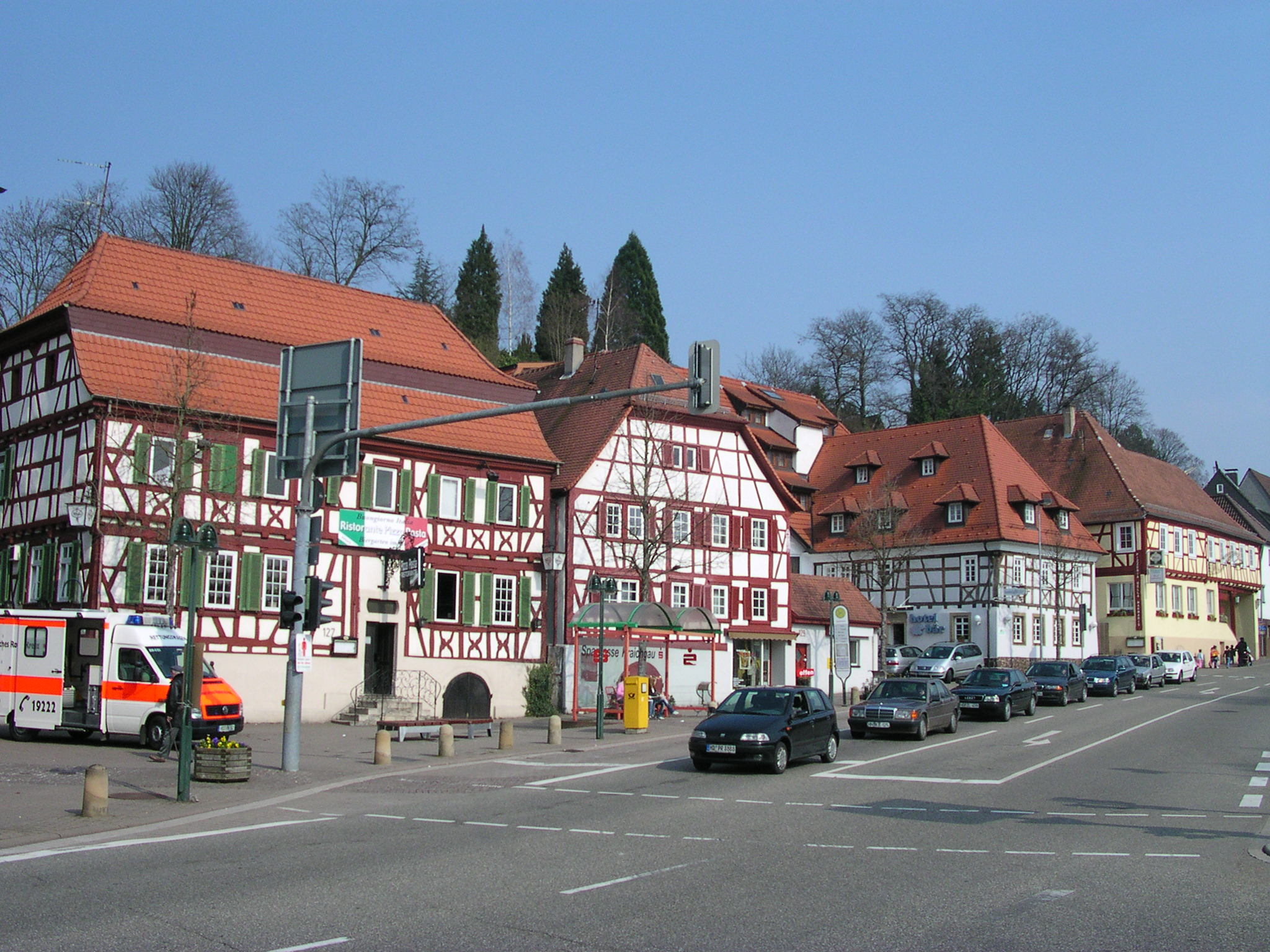
Dãy phố cổ

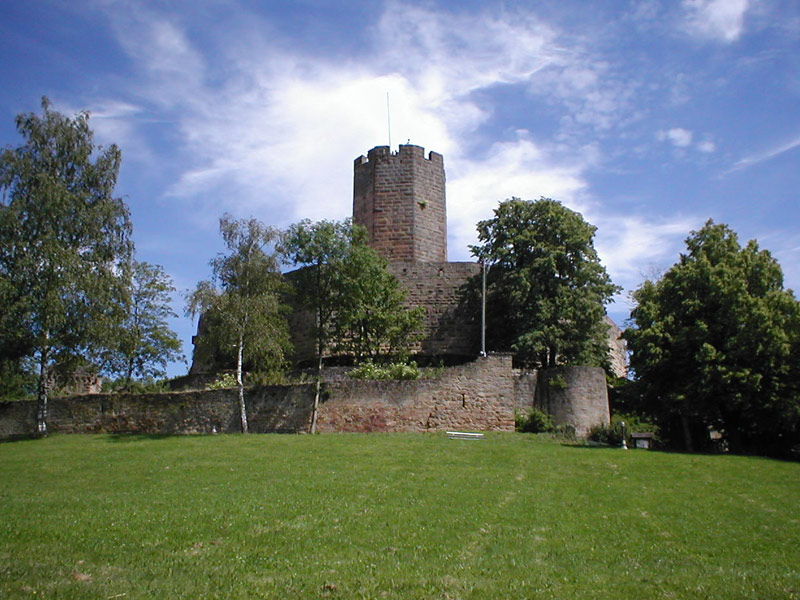
Burg Steinsberg

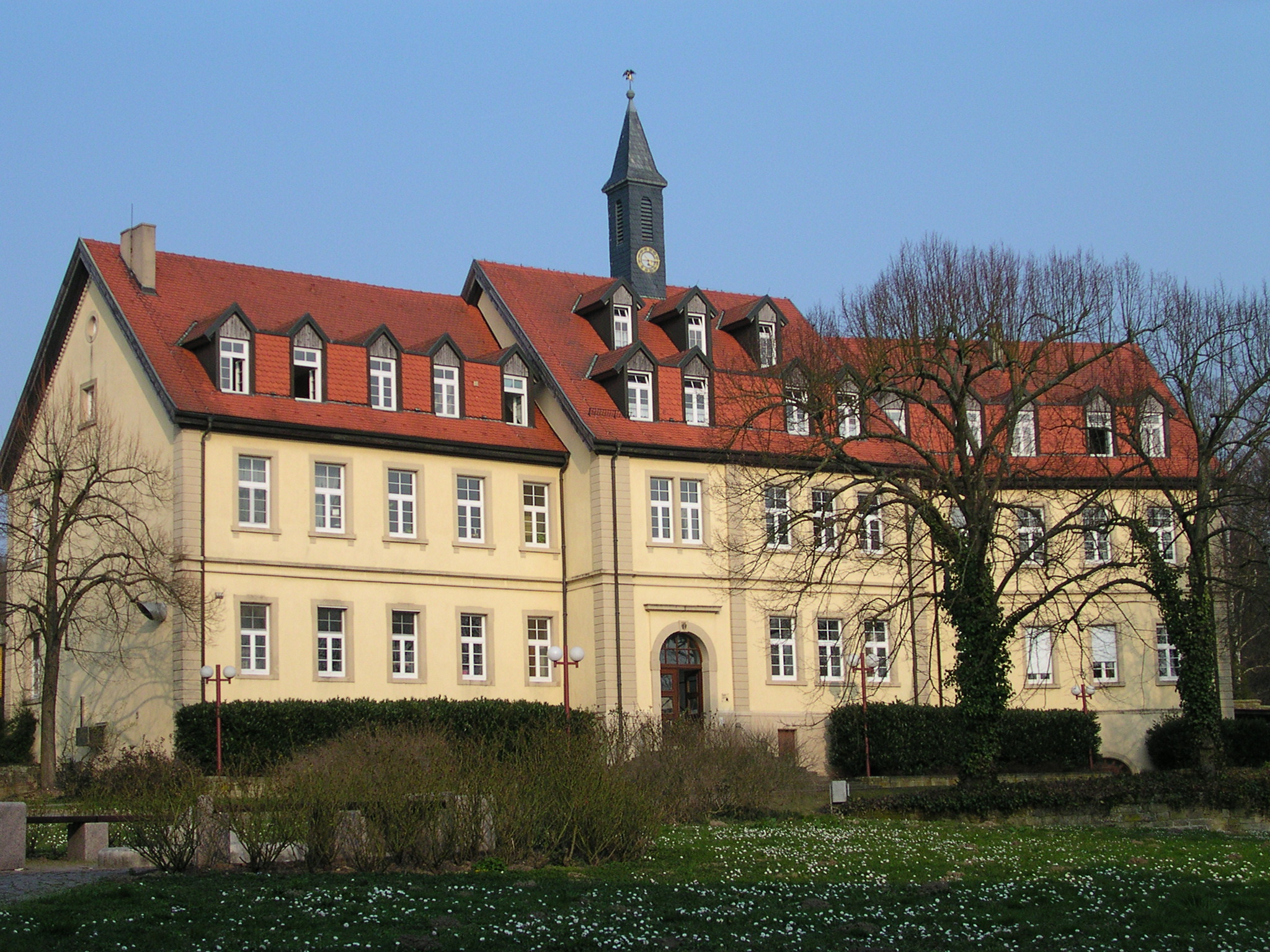
Tu viện Stift Sunnisheim

Sinsheim (phát âm tiếng Đức: [ˈzɪnshaɪ̯m], Nam Franconia: Sinse) là một thị trấn nằm ở tây nam nước Đức, thuộc bang Baden-Württemberg. Nơi đây cách Heidelberg khoảng 22 kilômét (14 mi) về phía đông nam của và cách Heilbronn khoảng 28 kilômét (17 mi) phía tây bắc.

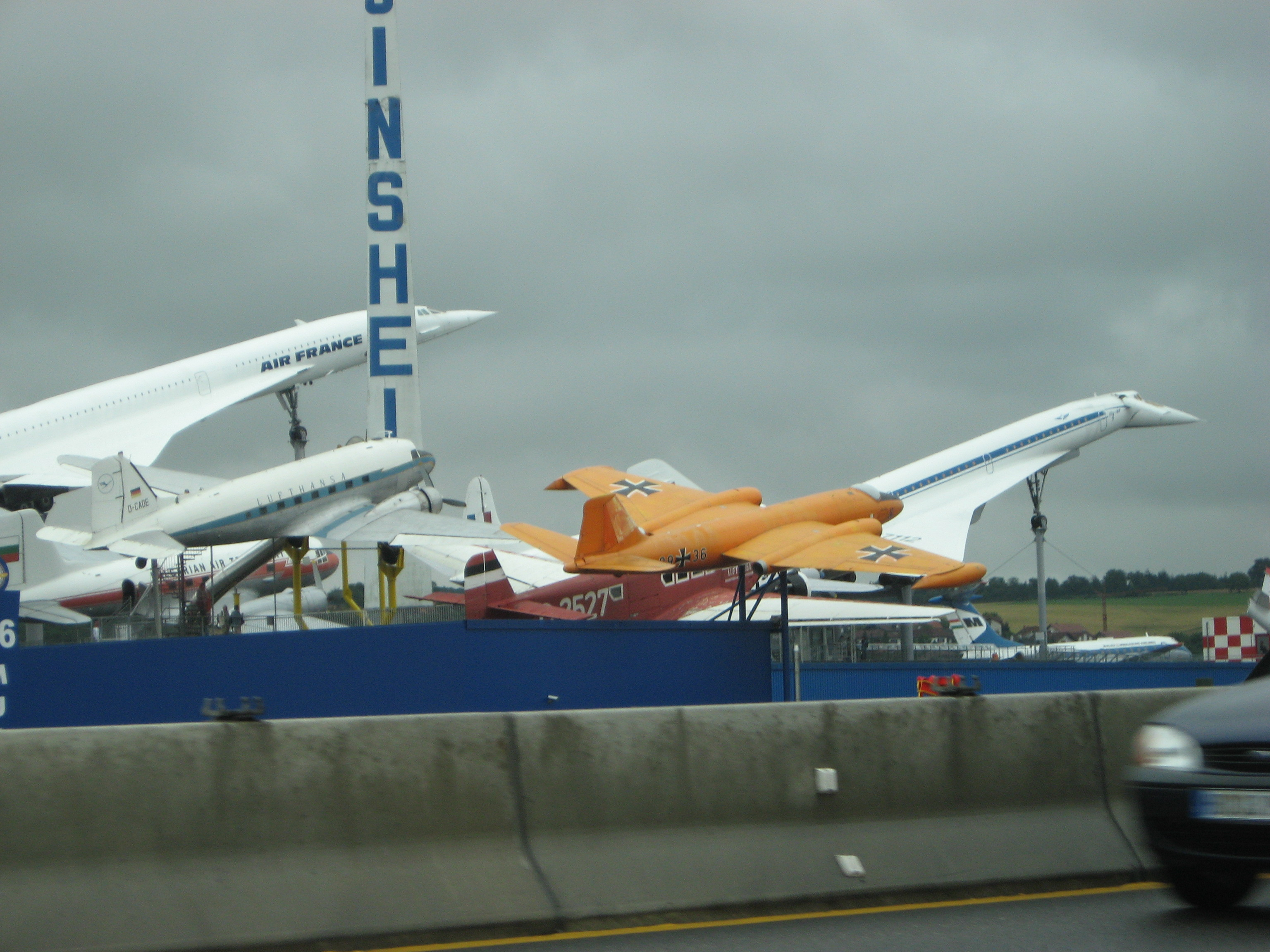
Bảo tàng Sinsheim Auto & Technik, trưng bày máy bay siêu âm Concorde và Tupulev

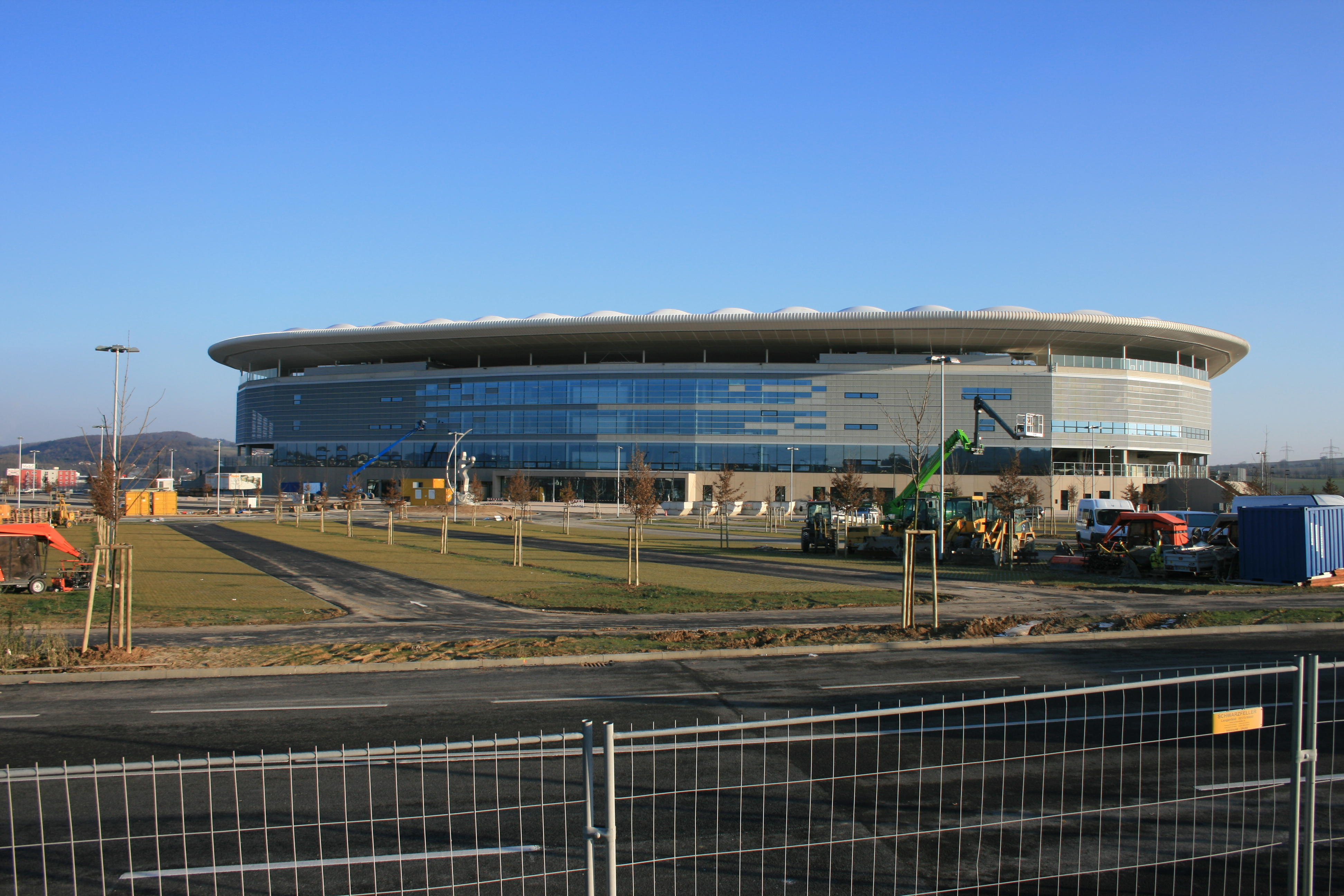
Rhein-Neckar-Arena